# Pivhydrazin
Pivhydrazine (tên thương mại Tersavid), còn được gọi là pivalylbenzhydrazine và pivazide, là một chất ức chế monoamin oxydase không thể đảo ngược và không chọn lọc (MAOI) thuộc họ hydrazine. Nó trước đây được sử dụng như một thuốc chống trầm cảm trong những năm 1960, nhưng đã bị ngưng sử dụng.